# Chevrolet Camaro (первое поколение)
Chevrolet Camaro — американский спортивный автомобиль, pony car, выпускаюшийся подразделением Chevrolet корпорации General Motors. Автомобили первого поколения производились с августа 1966 по ноябрь 1969 года, всего было изготовлено немногим менее 700 тысяч штук.
В начале августа 1966 года началось производство Chevrolet Camaro первого поколения, 26 сентября они появились в продаже, как автомобили 1967 модельного года (м.г.). Выпускались две модели: закрытое двухдверное купе (Sport Coupe) и открытый двухдверный кабриолет (Convertible), они были четырёхместными с передними раздельными сидениями и задним сплошным диваном. Предлагался широкий выбор шестицилиндровых (L6) и восьмицилиндровых (V8) двигателей в сочетании как с механическими коробками передач, так и с автоматическими трансмиссиями. В декабре в продажу поступила специальная версия автомобиля с оригинальным двигателем и усиленным шасси под заводским кодом Z/28.
В августе 1967 началось производство автомобилей 1968 модельного года. Они лишь слегка отличались от предыдущих моделей: исчезли форточки, боковые стёкла стали цельными, немного изменилась решётка радиатора, на передних и задних крыльях появились габаритные огни.
В августе 1968 были запущены в производство автомобили 1969 модельного года. Большая часть наружных панелей кузова была другой, Camaro стал немного длиннее и шире и выглядел более агрессивно. Появились новые двигатели, расширилось применение автоматических трансмиссий. Выпуск этих автомобилей продолжался до ноября 1969 года, что было вызвано проблемами с подготовкой производства моделей следующего поколения, которые появились только в феврале.
Camaro 1969 модельного года считается лучшим автомобилем за всю историю фирмы Chevrolet. Голосование проводилось среди почитателей марки на сайте фирмы и было приурочено к её столетию.

## Кузов и оборудование

### Аэродинамика
При разработке внешних форм кузова учитывались не только эстетические соображения, но и требования аэродинамики. Когда силуэт кузова был, в общем готов, его модели в масштабе ¼ интенсивно исследовались в аэродинамической трубе. Изучались устойчивость прямолинейного движения, затраты мощности на преодоление сопротивления воздуха и общая обтекаемость модели. Модель устанавливалась под разными углами к потоку набегающего воздуха и все шесть силовых компонентов её реакции непрерывно измерялись и записывались. Данные обрабатывались с помощью компьютеров, позволяя быстро получать требуемые результаты. Помимо замера силовых компонентов измерялось давление воздуха в разных точках на поверхности кузова, таких как решётка радиатора, поверхности боковых стёкол, заднего стекла и крышки багажника. Результаты тестов подтвердили общую аэродинамическую эффективность кузова, а внесённые изменения на кромках передних крыльев и панели под бампером, позволили только улучшить её.

### Конструкция кузова

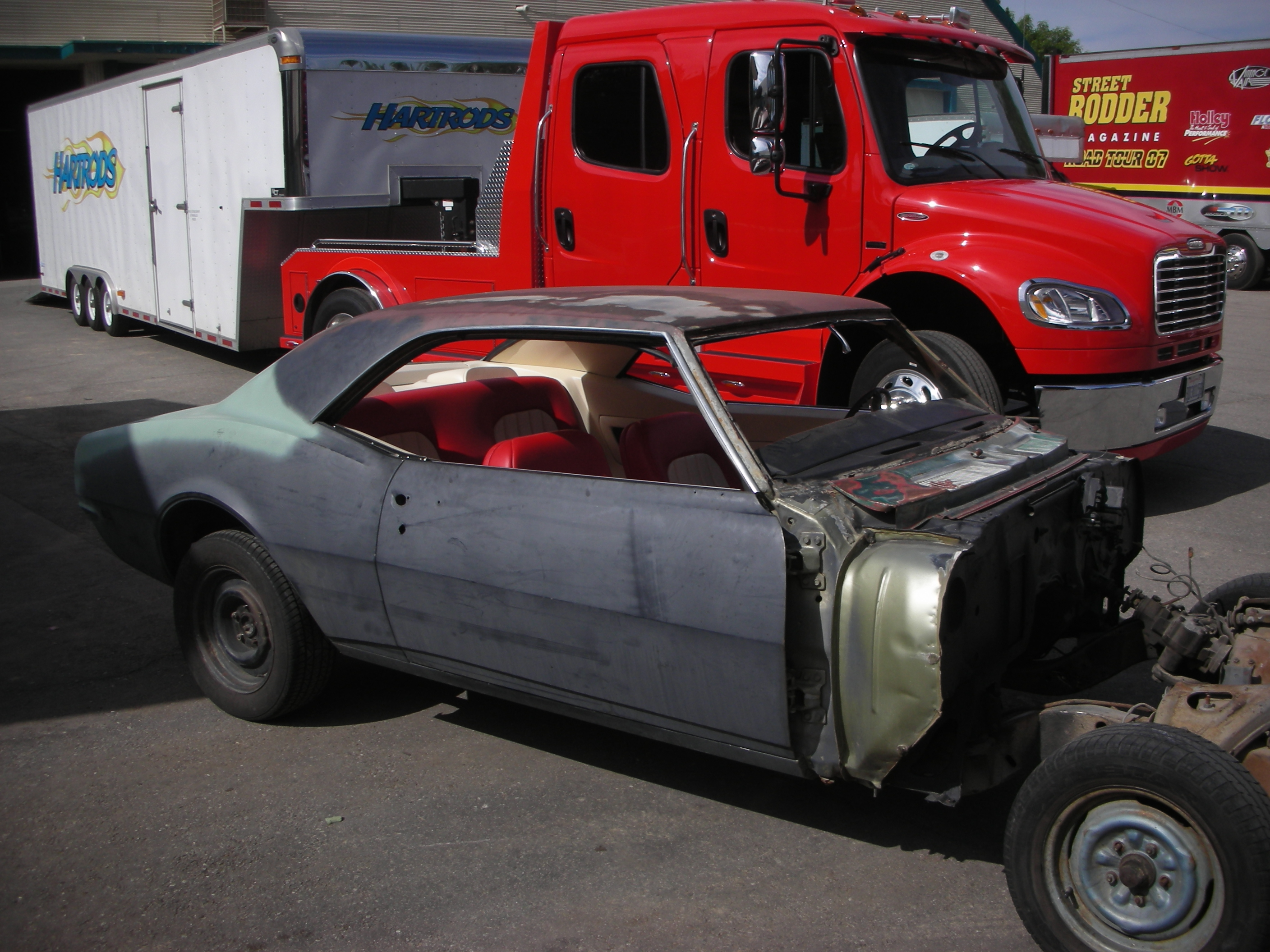
1968 Camaro Sport Coupe: несущий кузов + передний подрамник

Общая схема кузова была следующей: центральная (салон) и задняя части кузова представляли собой единую несущую конструкцию, к которой крепился мощный передний подрамник, предназначенный для установки двигателя, подвески и рулевого управления. Это позволяло повысить шумо- и виброизоляцию салона и было удобно при сборке автомобиля.
Мощное оребрённое днище являлось основанием всей несущей цельнометаллической конструкции. Замкнутого сечения каркас крыши, усиленные рамки ветрового и заднего стёкол, коробчатого сечения передние и задние стойки, специальной формы пороги, цельные панели крыши и боковины, всё это, сваренное вместе создавало прочную и жёсткую структуру. В заднюю части днища, по бокам были интегрированы лонжероны, предназначенные для крепления подвески. Для большей прочности двери, капот и крышка багажника имели внешнюю панель и каркас. Интересной особенностью конструкции были специальные каналы направляющие воздух из под ветрового стекла в пороги, за счёт чего они продувались, осушались и были меньше подвержены ржавлению.
У переднего подрамника к прочным сварным боковинам замкнутого сечения были приварены две поперечины, на которые устанавливался двигатель и крепились нижние рычаги подвески. Третья, задняя поперечина, на которую опиралась коробка передач, были привинчена к боковинам и добавляла жёсткости всей конструкции. Подрамник крепился к кузову в четырёх специально усиленных точках под передними сидениями и щитком передка с помощью болтов через изолирующие резиновые подушки.
Все детали кузова покрывались специальным составом, защищающим их от коррозии, в наиболее опасных местах применялись оцинкованные до сборки детали. Кузов окрашивался специальными эмалями в три слоя, поверх которых наносился акриловый лак. Затем, на днище и арки колёс наносился дополнительный слой битумного покрытия, повышающий их коррозионную стойкость и обеспечивающий дополнительную шумоизоляцию. Также для снижения шума подобный состав наносился на внутренние поверхности дверей, пола, крыши и боковин, и внутренние панели багажника. Передняя панель кузова покрывалась специальными изолирующими матами, а пол — джутовым настилом.

### Кабриолет

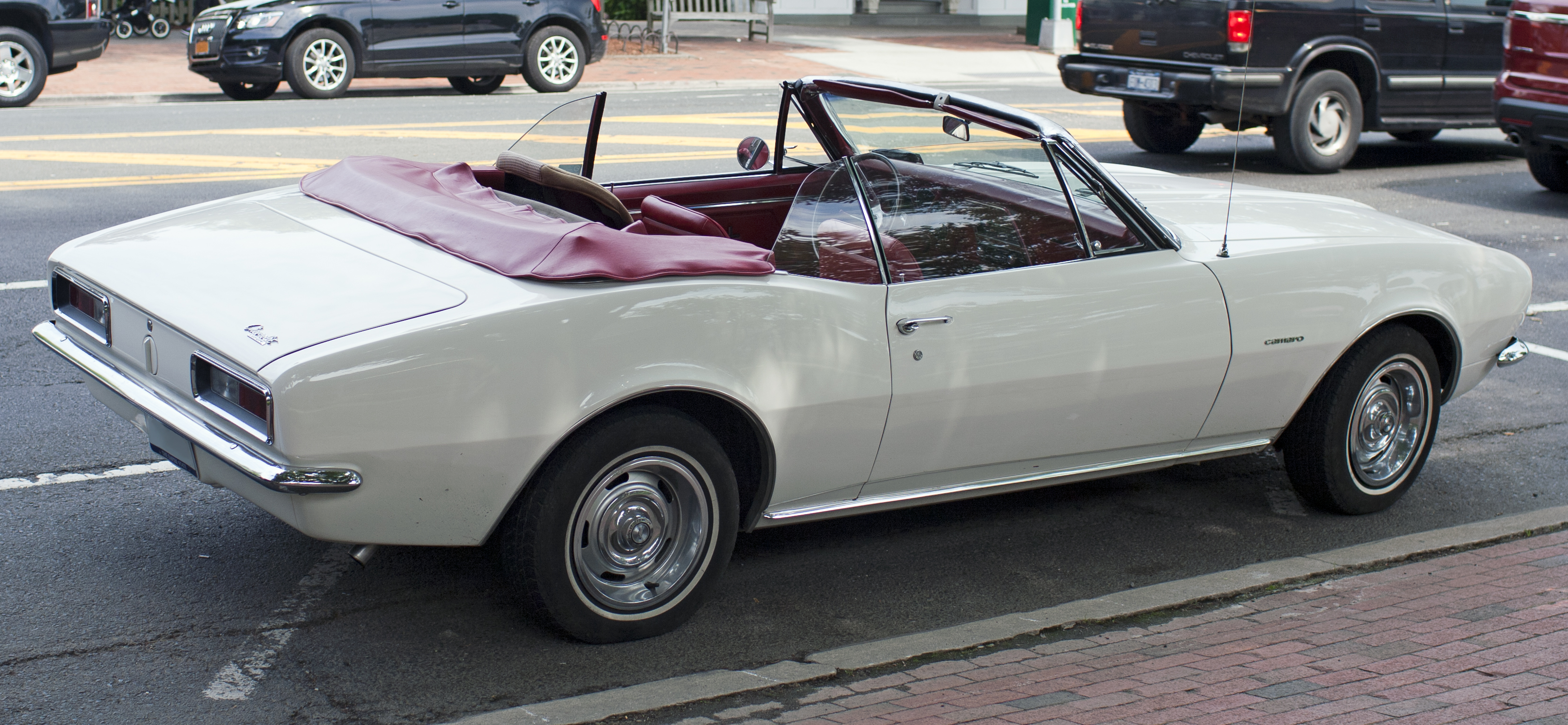
1967 Camaro Convertible в стандартном исполнении

Большая часть внешних панелей кузова кабриолета была такой же как у купе; кабриолет с поднятым верхом было трудно отличить от купе с покрытой винилом (опция) крышей. Для придания кузову большей прочности пороги кабриолета были выполнены из более толстого стального листа. Но всё же его жёсткости не хватало, и поэтому по углам кузова были установлены специальные демпферы, которые из-за их характерного вида часто называют шейкерами (cocktail shaker). Внутри двух вставленных друг в друга днищами наружу цилиндров находился погруженный в жидкость груз на пружине. Цилиндры были закреплены между наиболее деформируемыми частями кузова и эффективно гасили возникающую при движении на высокой скорости вибрацию.
Верх кабриолета белого, чёрного, синего или желтовато-коричневого цвета складывался вручную. Для облегчения подъёма и складывания в конструкции использовались мощные уравновешивающие пружины. По заказу можно было установить электрогидравлический привод подъёма крыши. При его включении запускался реверсивный электромотор, который приводил насос, подающий жидкость в нижние полости гидроцилиндров. Штоки цилиндров сдвигались, крыша поднималась. При достижении крайнего положения жидкость из гидроцилиндров сливалась обратно в резервуар. Для складывания крыши электромотор запускался в другую сторону, насос подавал жидкость в верхнюю полость цилиндров, крыша складывалась.

### 1967 модельный год
Автомобиль 1967 модельного года имел слегка утопленную чёрную пластмассовую решётку радиатора в хромированной окантовке с эмблемой Chevrolet по центру, две круглые с блестящими ободками фары по краям, круглые подфарники располагались рядом внутри. Задние прямоугольные фонари в блестящей окантовке были разделены на две секции: красные снаружи и белые секции заднего хода внутри, между фонарями по центру задней панели располагалась заправочная горловина. На сплошные бамперы и спереди и сзади могли быть установлены опционные «клыки». Переднее и заднее стёкла (по заказу — тонированные) имели блестящую окантовку, по верху порога проходил алюминиевый молдинг, а на передних крыльях размещались надписи «Camaro» и «V8» или «L6» в зависимости от установленного двигателя. На переднем краю капота и на крышке багажника располагались надписи «Chevrolet Camaro». Автомобили окрашивались в цвета 15 оттенков. Двухцветных кузовов в этом году не предлагалось, но можно было заказать виниловое покрытие крыши чёрного или бежевого цветов.
Гнутые боковые стёкла добавляли пространства в салоне, слева на двери стандартно устанавливалось круглое зеркало заднего вида, правое зеркало, в том числе с дистанционным управлением можно было установить по заказу. Специальные уравновешивающие устройства капота (торсион) и крышки багажника (пружины) облегчали их открывание и закрывание. Запасное колесо и комплект инструментов (домкрат и баллонный ключ) располагались в багажнике. Полезный объём багажника купе составлял 235 литров, кабриолета — 159 литров. Можно было заказать шумоизоляцию капота и обивку и подсветку багажника.

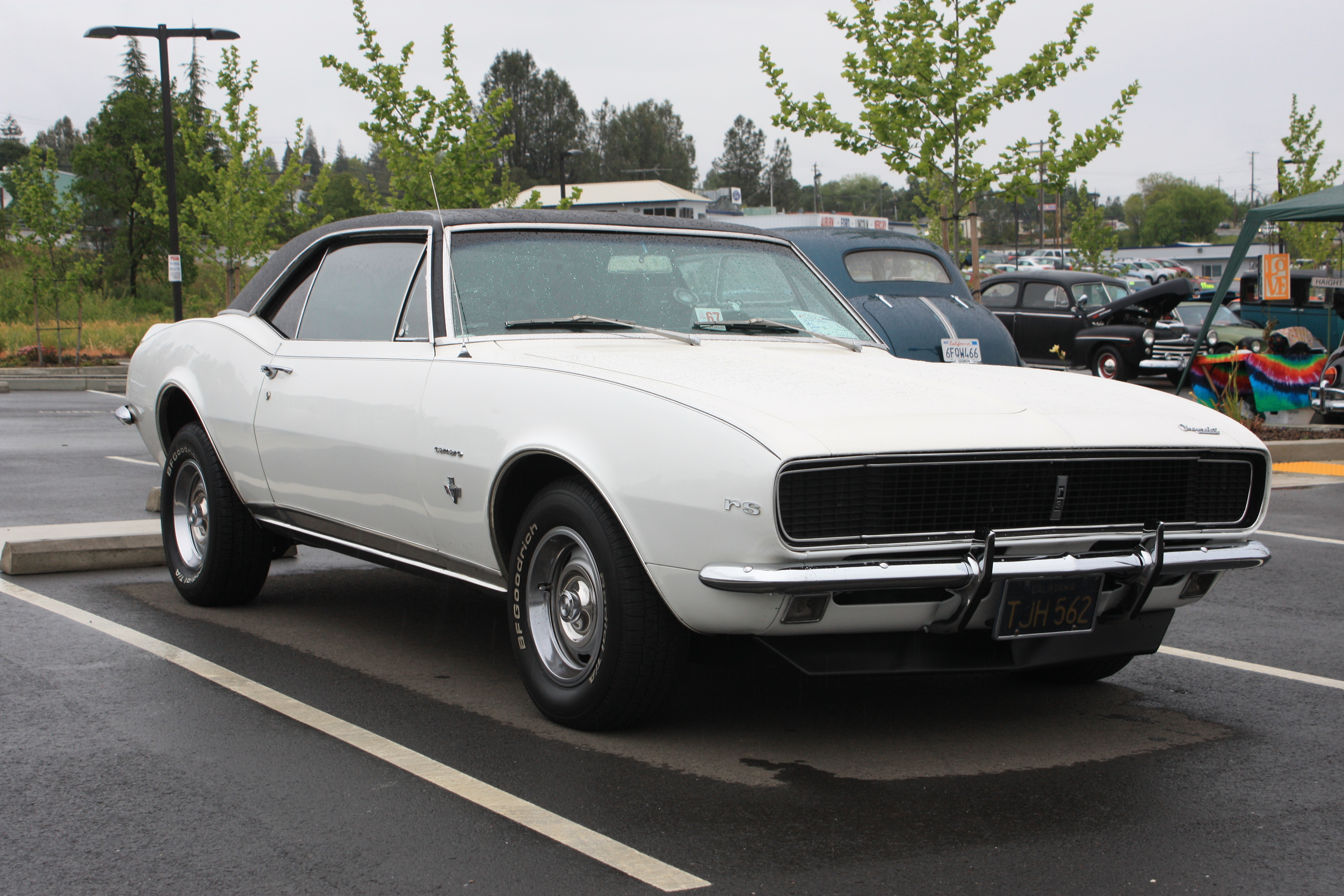
1967 Camaro Sport Coupe в комплектации Rally Sport с опционной виниловой крышей и спойлерами

В зависимости от комплектации автомобиль мог иметь различные декоративные молдинги и орнамент на внешних панелях кузова. Так при заказе заводской опции (Regular Production Options, RPO) Rally Sport (RS), автомобиль имел хромированную отделку порогов, блестящие молдинги поверх арок колёс и по кромке крыши и узкие цветные полоски по верхнему контуру боковин. Задние фонари на чёрном фоне стали однотонными (красными), фонари заднего хода в таком варианте размещались под бампером. Но главной особенностью комплектации были «прячущиеся» фары. Оригинальная чёрная решётка радиатора, подобная воздухозаборнику реактивного самолёта, полностью закрывала передок автомобиля, при включении света шторки, закрывающие фары отодвигались с помощью электромоторов, прямоугольные подфарники располагались под бампером. На решётке радиатора, торцах передних крыльев, пробке бензобака и на руле были размещены эмблемы «RS».
Другая заводская комплектация — SS (Super Sport) помимо мощных двигателей и усиленного шасси́ выделялась широкой полоской опоясывающей переднюю часть капота и крыльев, которая была чёрной на автомобилях светлых тонов и белой — на светлых автомобилях. Декоративные решётки, имитирующие вентиляционные отверстия размещались сверху на капоте, надписи «SS» располагались на решётке радиатора, передних крыльях (в разрезе опоясывающей полосы), руле и пробке бензобака. Опции Rally Sport и SS могли быть объединены, а опоясывающую передок полосу (похожую на полоски шмеля, bumblebee) можно было заказать отдельно для любой модели Camaro.

### Салон
В полностью отделанном винилом четырёх цветов (чёрный, синий, красный или золотой) четырёхместном салоне спереди располагались два раздельных кресла, сзади — общий диван. Все места были стандартно оборудованы поясными ремнями безопасности, диагональные (плечевые) ремни безопасности можно было установить по заказу. Также, за дополнительную плату можно было установить подголовники на передние сидения, или сплошное переднее сидение с раздельными спинками и подлокотником по центру. Заказное заднее сидение со складывающийся спинкой использовалась как дополнительное место для хранения багажа.

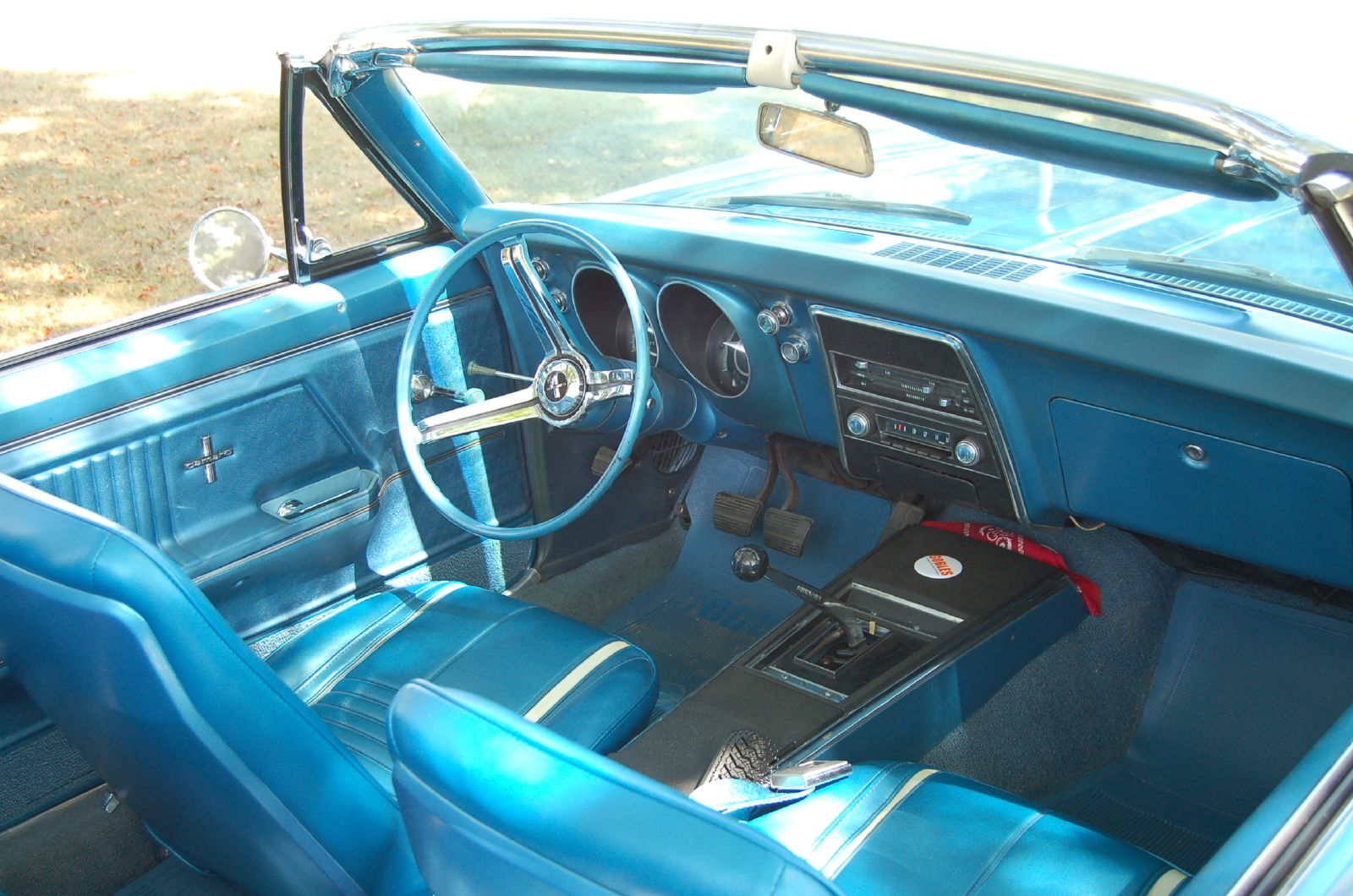
Салон 1967 Camaro с опционной консолью между сидениями и формованными панелями дверей

Перед водителем располагалось рулевое колесо с тремя спицами и два больших круглых индикатора на панели приборов. Слева всегда был спидометр, а справа на автомобиле в стандартном оснащении — указатель уровня топлива. При установке заказной консоли между сидениями в комплекте с дополнительными приборами (указатели уровня топлива и температуры охлаждающей жидкости слева, электрические часы по центру, омметр и указатель давления масла справа), рядом со спидометром размещался тахометр. Здесь же на передней панели располагался замок зажигания, по её центру — горизонтальные ползунки управления стандартной системой отопления и вентиляции, кондиционер и вентилятор обогрева заднего стекла необходимо было заказывать отдельно. Ниже располагался или заказной радиоприёмник (два типа) или стерео кассетный проигрыватель, под ним — пепельница. Перед пассажиром размещался запираемый на ключ и подсвечиваемый перчаточный ящик. Сверху передняя панель была покрыта мягким материалом, предотвращающим травмы при аварии.
Двухскоростные стеклоочистители, омыватель ветрового стекла, а также головной свет управлялись выдвижными грибоподобными кнопками. Установленный слева на рулевой колонке включатель указателей поворотов троекратно срабатывал при лёгком касании, что было удобно при перестроениях. В зависимости от типа установленного двигателя и трансмиссии рычаг переключения передач располагался или на рулевой колонке сверху справа, или между сидениями. Боковые стёкла убирались вручную или с помощью заказного электропривода, задние треугольные окошки также можно было сложить.
За дополнительную плату можно было заказать интерьер в специальном исполнении семи оттенков: чёрного, красного, золотого, голубого, бирюзового, жёлтого и двухцветного чёрно-белого. В этом случае двери имели цельноформованные панели с подлокотником во всю длину, рулевое колесо было со специальной отделкой, а педали оформлены блестящими накладками.

### 1968 модельный год
В основном, автомобили 1968 модельного года были такими же как предыдущие модели, главным их внешним отличием было отсутствие форточек: боковые стёкла стали цельными. Благодаря применению новой системы вентиляции Astro Ventilation дополнительные потоки воздуха подавались в салон через круглые вентиляционные отверстия по бокам передней панели. Помимо модернизации передней панели была изменена и опционная консоль, устанавливаемая между сидениями. Теперь она могла иметь покрытие «под дерево» и по другому оформленный набор дополнительных указателей. Четыре прямоугольных расположенных в два ряда прибора показывали силу тока (омметр), температуру охлаждающей жидкости, уровень топлива и температуру масла. При заказе дополнительных указателей перед водителем справа размещался тахометр со встроенными в него стрелочными часами (так называемая tick-tock-tath схема размещения). По заказу, над перчаточным ящиком можно было установить дополнительную ручку для пассажира. Передние сидения, на которые стали стандартно устанавливать плечевые (диагональные) ремни безопасности, могли иметь заказные тканевые вставки. Новые панели дверей имели блестящий металлический орнамент, длинные подлокотники и скрытые ручки открывания.

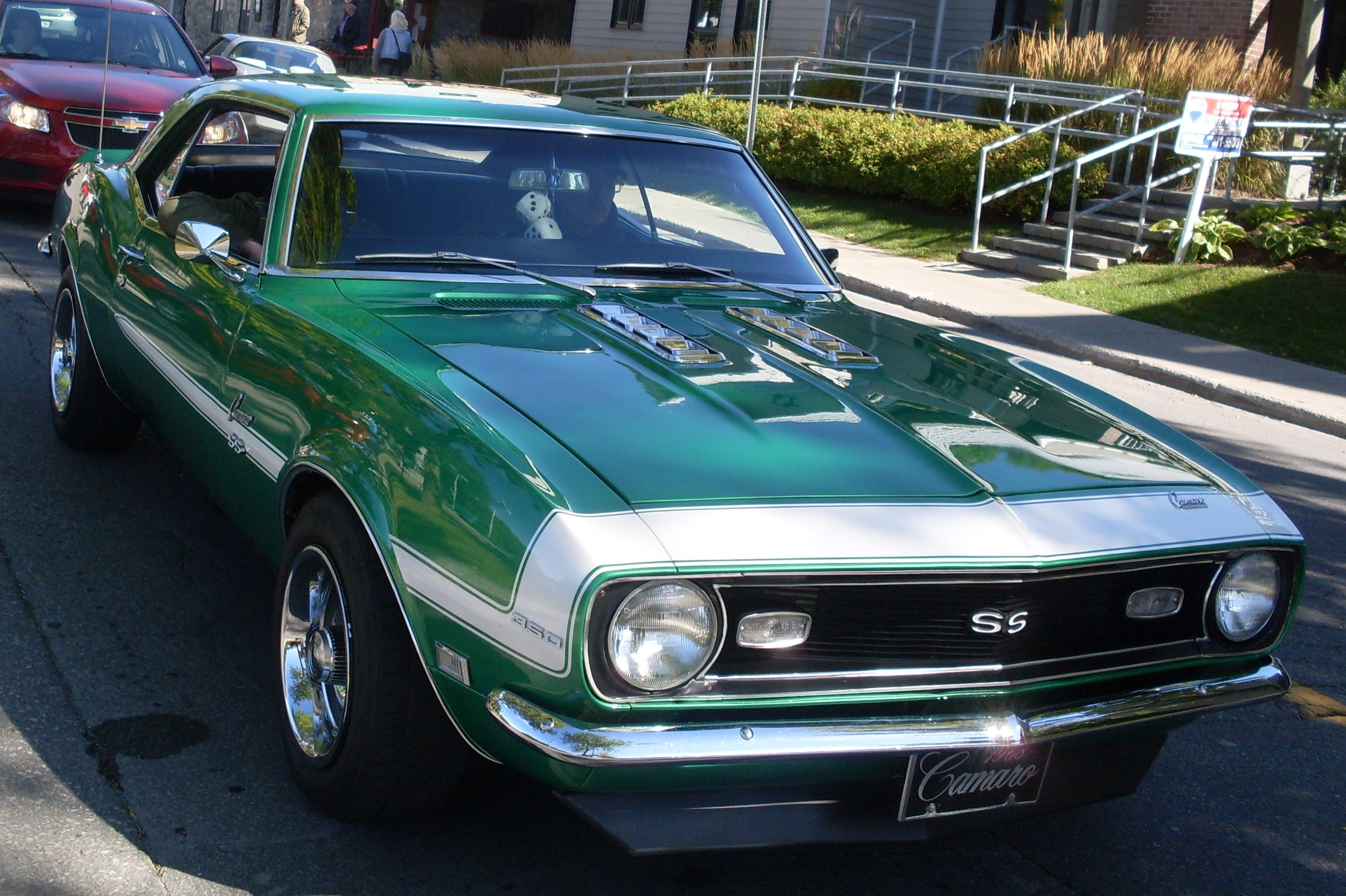
1968 Camaro Sport Coupe SS 350 с опционными спойлерами спереди и сзади и декоративными накладками на капоте от модели SS 396

Спереди автомобиля на изменённой решётке радиатора рядом с круглыми фарами располагались прямоугольные подфарники. В исполнении Rally Sport шторки, закрывающие фары теперь имели вакуумный привод. Задние фонари получили вертикальный блестящий разделитель, отделяющий наружные красные секции от белых внутренних. У автомобилей Rally Sport задние фонари были полностью красными, фонари заднего хода располагались под бампером, а вся задняя панель была окрашена в чёрный цвет. В соответствии с требованиями американского законодательства на передних и задних крыльях автомобиля появились габаритные огни. Наружные зеркала стали прямоугольными. За дополнительную плату сзади поверх крышки багажника можно было установить дополнительный металлический багажник подобный тому, что устанавливают на крышу. Именно с этого модельного года на автомобиль стали устанавливаться спойлеры спереди и сзади (на Chevrolet их называли вспомогательные панели, auxiliary panel), ставшие такими популярными в дальнейшем, их можно было заказать на любую модель автомобиля. Кузова окрашивались в цвета 15 оттенков, 12 из которых были новыми в этом году.
Помимо орнамента наподобие полосок шмеля (bumblebee), в этом модельном году стали применять другое оформление передка для моделей с исполнении SS. Широкая полоса, проходящая по передней части капота, доходила до середины крыльев, а затем, направлялась горизонтально вдоль боковин сужалась до самых кромок дверей. Кроме того, при установке на автомобиль более мощного двигателя применялись другие декоративные решетки на капоте, с четырьмя крупными имитаторами воздухозаборников карбюраторов на каждой.

### 1969 модельный год

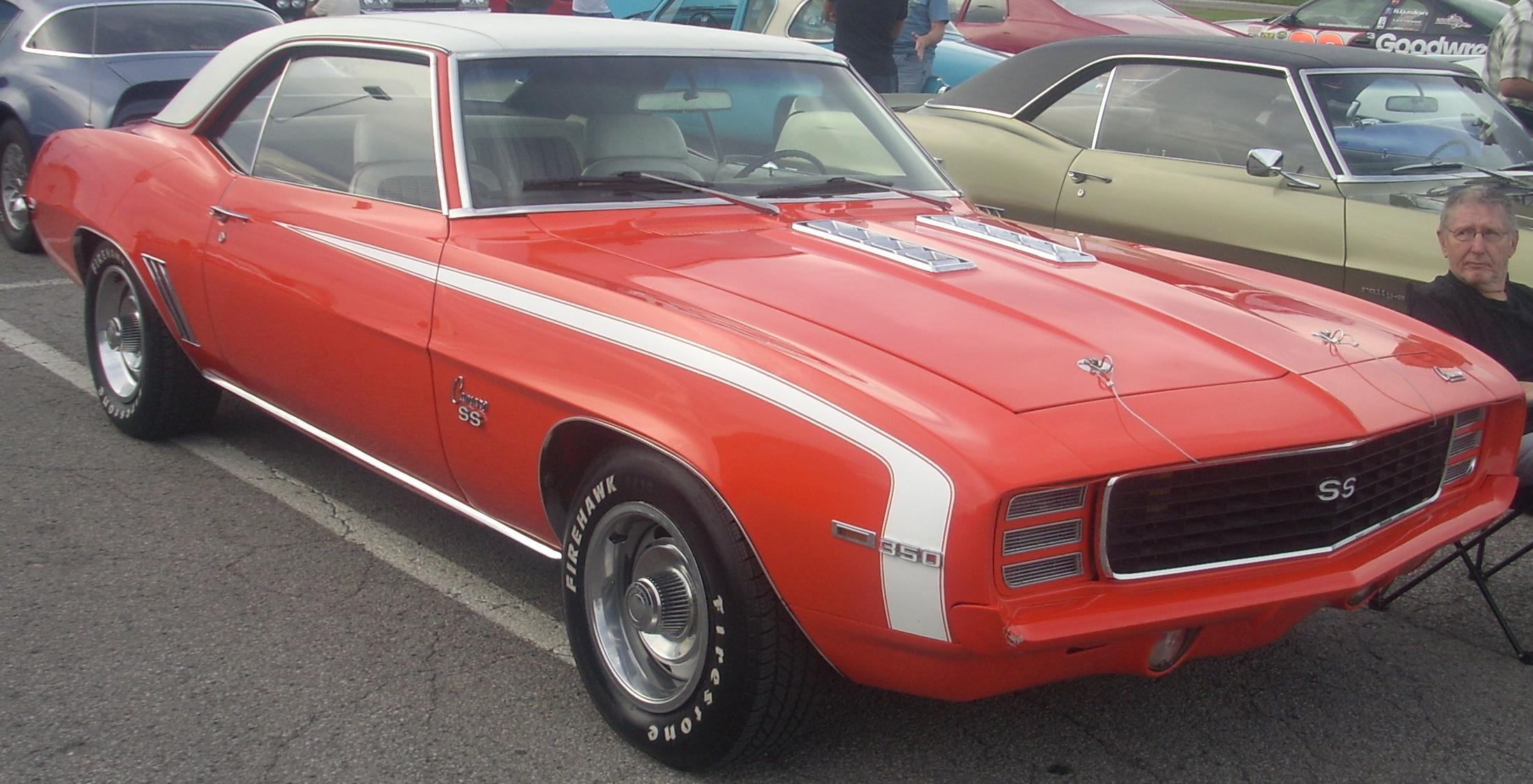
1969 Camaro SS 350 с пакетом опций Rally Sport, окрашенным в цвет кузова (опция) бампером и заказной виниловой крышей

Большая часть наружных панелей кузова, двери, передние и задние крылья автомобилей 1969 модельного года были новыми. Camaro стал немного длиннее и шире и выглядел более агрессивно. Появилась новая с бо́льшим изломом светлая решётка радиатора, под встроенным бампером располагались большие круглые подфарники. На передних крыльях, дверях и задних крыльях появились острые горизонтальная выштамповки. Декоративные «жабры» на задних крыльях в более дорогих комплектациях отделывались хромом. Иными стали задние фонари: каждый из них состоял из трёх красных расположенных под углом друг к другу панелек, фонари заднего хода располагались в центре этой комбинации и были прикрыты небольшим прозрачным рассеивателем. Пробка бензобака теперь размещалась под задним бампером и была скрыта номерным знаком. Полезный объём багажника возрос до 241 литра у купе и до 173 литров у кабриолета. Можно было заказать обивку и подсветку багажника, занимающее меньше места спущенное запасное колесо с комплектом его быстрой накачки, а также шумоизоляцию и лампу под капотом.
Кузов мог быть окрашен в цвета 18 однотонных оттенков или в шесть двухцветных комбинаций (верх/низ): белый/синий, белый/бирюзовый, тёмно-синий/светло-синий или, наоборот, светло-синий/тёмно-синий, белый/золотой, прозрачно-жёлтый/коричневый. Виниловая обивка крыши могла быть белого, чёрного, коричневого, синего или зелёного цвета.
Автомобиль в исполнении Rally Sport имел чёрную решетку радиатора, шторки, закрывающие фары получили горизонтальные прорези, через которые фары могли светить при необходимости. Можно было заказать механические очистители фар. По горизонтальным выштамповкам на передних крыльях и дверях проходили тонкие декоративные полоски. Фонари заднего хода традиционно располагались под бампером, а комбинации задних фонарей были сплошными красными с блестящей горизонтальной полосой по центру. При оснащении модели самым мощным двигателем вся задняя панель закрашивалась чёрным цветом. Декоративные орнаменты моделей в исполнении SS шли широкой полосой снизу передней части крыльев вверх, а затем — горизонтально сужались по верхней части крыльев до самых кромок дверей. Был ещё один заказной орнамент: широкие полосы шли снизу передних крыльев, заходили на капот до его середины, а затем переходили в тонкие сужающиеся полосы до самого ветрового стекла.

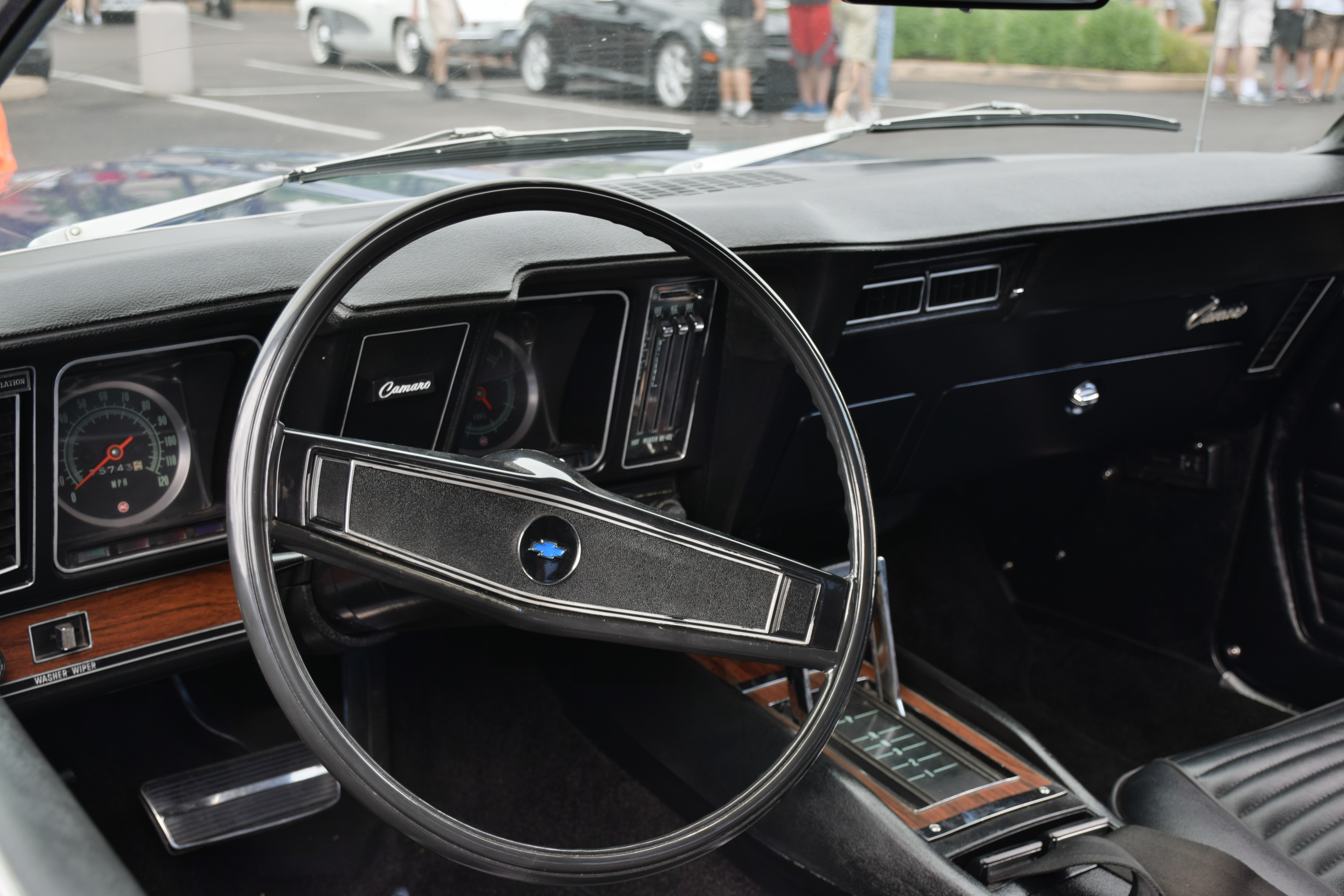
Салон 1969 Camaro с отделкой «под дерево» и опционной консолью между сидениями

На новой передней панели перед водителем в квадратных окошках располагались спидометр (слева) и указатель уровня топлива (справа), между нами находилась декоративная накладка, на месте которой в более дорогих исполнениях размещались часы. Правее размещались вертикальные ползунки управления системой вентиляции, под ними — радио. Все органы управления и приборы располагались ближе к водителю, и ими было удобнее пользоваться. Перед пассажиром располагался большой перчаточный ящик и пепельница (слева) с расположенным внутри прикуривателем. Прямоугольные вентиляционные отверстия располагались в центре и по краям передней панели. На размещённой между сидениями заказной консоли, могли располагаться дополнительные приборы: две установленные друг над другом прямоугольные комбинации по два прибора в каждой. При таком исполнении справа перед водителем размещался тахометр.
Новое двухспицевое рулевое колесо размещался на энергопоглощающей рулевой колонке. При ударе колонка складывалась, защищая водителя от травм. Замок зажигания теперь находился на колонке справа и, при вынимании ключа блокировал рулевой вал и рычаг переключения передач. На особые версии (Rally Sport, SS) устанавливалось специальное спортивное трёхспицевое рулевое колесо. За отдельную плату можно было заказать регулируемый по углу наклона руль.
Новые передние сидения с подголовниками могли, по заказу иметь тканевые вставки. Новые панели дверей с мягкими подлокотниками и скрытыми ручками открывания стали удобнее. В особом исполнении панели дверей были цельноформованными с большими, по всю длину подлокотниками.

## Двигатели и трансмиссия
Особенностью Camaro был большой выбор устанавливаемых двигателей: с самого начала выпуска автомобиль комплектовался шестью разными моторами и четырьмя типами коробок передач, всего предлагалось восемнадцать различных сочетаний силового привода. В дальнейшем этот список стал ещё шире.

### Шестицилиндровые двигатели
Рядные шестицилиндровые моторы (L6), применяемые на Camaro имели торговое название Turbo-Thrift («эконом») и были третьим поколением двигателей, впервые представленных в 1929 году. В 1962 году они были модернизированы, в первую очередь с целью унификации с новыми, незадолго до этого появившимися восьмицилиндровыми двигателями.

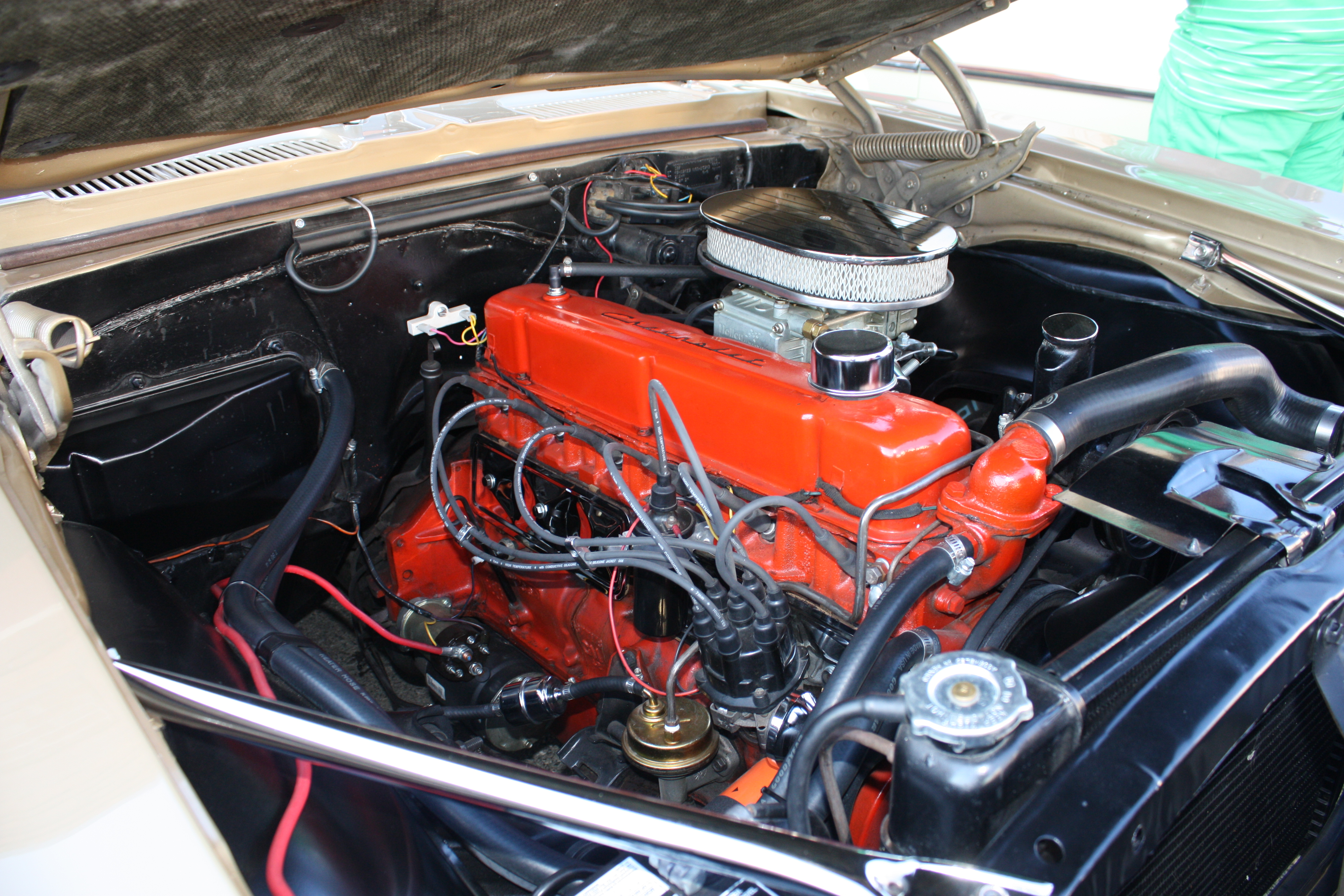
Рядный шестицилиндровый двигатель с не оригинальным фильтром под капотом 1967 Camaro. Хорошо видны распределитель и катушка зажигания, рядом ниже — топливный насос, дальше вглубь автомобиля — стартер. От расположенного вверху и впереди мотора водяного насоса патрубки идут к радиатору и отопителю.

Стандартный (L26) двигатель имел рабочий объём 3,8 литра (230 cid) и развивал мощность в 120 л. с. (bhp), имел чугунные головку и блок цилиндров. Полноопорный коленчатый вал из высокопрочного чугуна с помощью стальной косозубой шестерни приводил во вращение текстолитовую шестерню расположенного рядом (в блоке) распределительного вала, также изготовленного из высокопрочного чугуна. Распредвал, через гидрокомпенсаторы зазоров, с помощью полых стальных толкателей двигал штампованные коромысла, которые приводили, расположенные в ряд в головке цилиндров клапаны (OHV). Поршни из алюминиевого сплава имели плоское с вырезами днище, два компрессионных и одно маслосъёмное кольцо.
С помощью шестерёнчатого насоса с наружным зацеплением масло из поддона двигателя подавалось в масляный фильтр, затем к коленчатому валу, далее — к распределительному валу, а затем, по внутренним полостям толкателей в головку блока цилиндров для смазки газораспределительного механизма. В системе охлаждения с термостатом центробежный насос создавал принудительную циркуляцию жидкости, размещённый в передней части автомобиля радиатор обдувался четырёх лопастным вентилятором, установленном на одном валу с насосом. Чугунные впускной и выпускной коллекторы были расположены с одной (слева по ходу движения) стороны двигателя. В выхлопной системе использовался один глушитель, размещённый поперечно перед задним мостом.
Двигатель питался от однокамерного с падающим потоком смеси карбюратора с автоматическим управлением воздушной заслонкой производства Rochester. Управлялся карбюратор от напольной педали акселератора с помощью механического (рычаги) привода. Топливо, от расположенного за задней осью под полом багажника топливного бака, подавалось с помощью размещённого на двигателе диафрагменного насоса. Заправочная горловина располагалась по центру задней панели автомобиля, на автомобилях 1969 модельного года она была перенесена вниз под бампер и закрывалась номерным знаком. Сверху карбюратора был установлен круглый воздушный фильтр с одним вытянутым цилиндрическим воздухозаборником. Фильтрующим элементом служила смоченная в масле полиуретановая сетка, через каждые 20 тысяч километров пробега сетка вынималась, промывалась и устанавливалась обратно.
12-вольтовое электрооборудование Delco состояло из системы зажигания, которая питалась от аккумулятора емкостью 45 ампер-часов, а он в свою очередь заряжался от генератора переменного тока со встроенным выпрямителем. Напряжение на свечи, по одной в каждом цилиндре подавалось от катушки зажигания и распределителя-прерывателя с центробежным регулятором и вакуум-корректором, установленного на одном валу с масляным насосом.
Опционный (L22) двигатель за счёт увеличенного до 4,1 литра (250 cid) рабочего объёма развивал бо́льшую мощность в 155 л. с. (bhp).

### Восьмицилиндровые «малые» двигатели
Восьмицилиндровые V-образные двигатели (V8) впервые появились на автомобилях Chevrolet в 1955 году. «Малые» (small block) двигатели имели расстояние между центрами цилиндров равное 4,4 дюйма (111,8 мм). Компактные и лёгкие (по американским меркам), мощные и доступные, они быстро завоевали популярность и, с изменениями выпускаются до сих пор. В 2011 году был изготовлен 100-миллионный «малый» мотор. Торговое название этих двигателей для Camaro первого поколения — Turbo-Fire («зажигательные»).

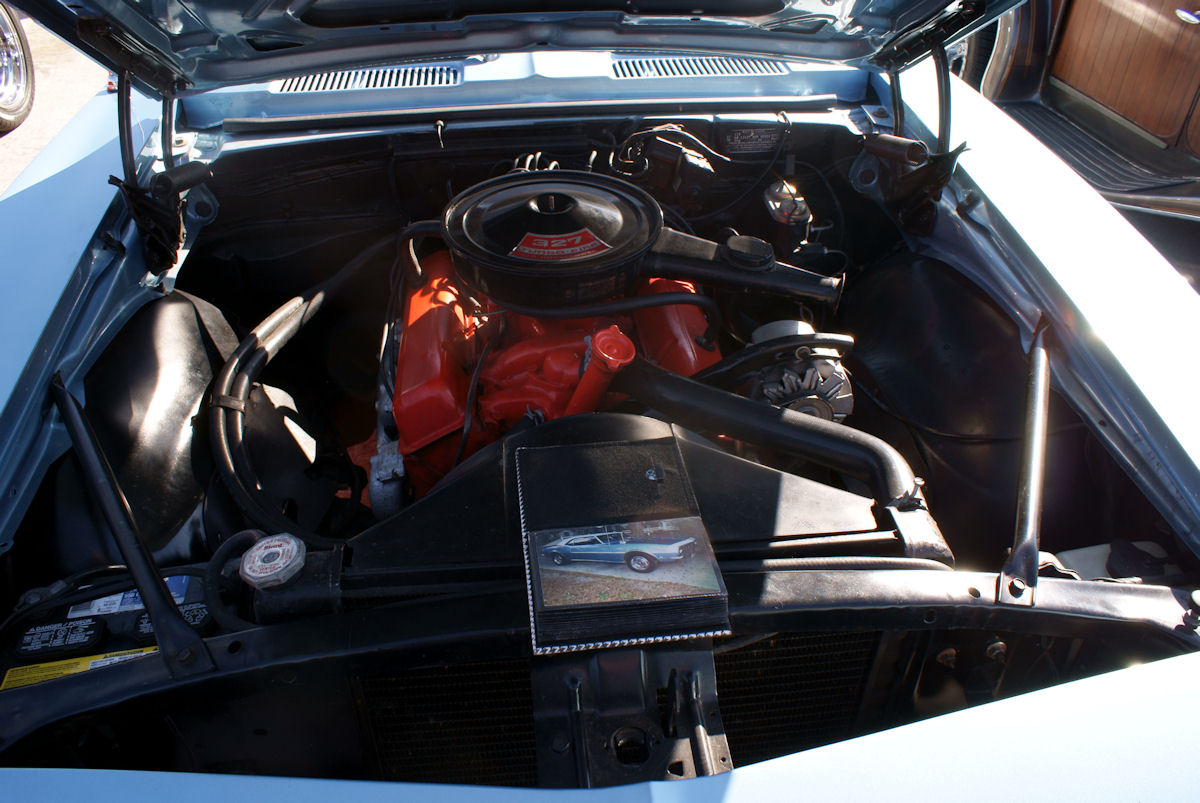
Стандартный V-образный двигатель под капотом 1968 Camaro

Стандартный (LF7) восьмицилиндровый V-образный с углом развала в 90° двигатель имел рабочий объём 5,4 литра (327 cid) и развивал мощность в 210 л. с. (bhp). В чугунном блоке цилиндров располагался коленчатый вал из высокопрочного чугуна, который с помощью цепи приводил во вращение расположенный в развале блока распределительный вал, от него через гидрокомпенсаторы зазоров, с помощью толкателей и коромысел приводились расположенные в чугунных головках цилиндров клапаны (OHV). В системе смазки масло выплёскивалось на цепь привода из специальных полостей в распредвале, а через каналы в коленвалу и шатунах разбрызгивалось на поверхность цилиндров под поршнем. В системе охлаждения двигателя использовался большей производительности водяной насос. Единый чугунный впускной коллектор располагался внутри, между блоками двигателя. Два выпускных коллектора отходили от с обеих сторон мотора, затем объединялись в единую большого диаметра выхлопную трубу, которая шла к одному увеличенному глушителю, также расположенному поперёк перед задней осью. Двигатель питался от двухкамерного карбюратора с падающим потоком смеси Rochester. В 12-вольтовой системе электрооборудования Delco использовалась мощная аккумуляторная батарея ёмкостью 61 ампер-час. Во второй половине 1969 модельного года этот двигатель был заменён на более экономичный мотор (L14) рабочим объёмом 5 литров (307 cid) мощностью 200 л. с. (bhp).
Опционный (L30) двигатель того же рабочего объёма (327 cid) за счёт увеличенной до 10,0 степени сжатия и применения четырёхкамерного карбюратора развивал мощность в 275 л. с. (bhp). В нём применялся более прочный стальной коленчатый вал, использовалась двойная выхлопная система с двумя резонаторами, расположенными сзади автомобиля по бортам, перед основным глушителем, а также устанавливались большего размера воздушный фильтр с хромированной крышкой и более мощный радиатор. В начале 1969 модельного года вместо него на автомобили стали устанавливать мотор (LM1) рабочим объёмом 5,7 литра (350 cid). Он также оснащался четырёхкамерным карбюратором, но за счёт пониженной до 9,0 степени сжатия мог работать на обычном (не этилированном) бензине и развивал мощность 255 л. с. (bhp). В конце года и этот двигатель был заменён на мотор (L65) того же рабочего объёма (350 cid), но уменьшенной до 250 л. с. (bhp) мощности за счёт применения двухкамерного карбюратора.
Двигатель (L48) рабочим объёмом 5,7 литра (350 cid) устанавливался на версии SS. За счёт увеличенной до 10,25 степени сжатия он развивал мощность в 295 л. с. (bhp), которая была доведена до 300 л. с. (bhp) в 1969 модельном году.

### Восьмицилиндровые «большие» двигатели
«Большие» (big block) восьмицилиндровые V-образные двигатели имели увеличенное до 4,84 дюйма (123 мм) расстояние между осями цилиндров, что позволяло делать цилиндры больше. Они носили торговую марку Turbo-Jet («реактивные») и устанавливались на особые (SS) версии Camaro только по предварительному заказу. Все двигатели имели одинаковый рабочий объём 6,5 литров (396 cid).
Самый «слабый» мотор (L35) развивал мощность в 325 л. с. (bhp). За счёт возросшей до 11,0 степени сжатия, увеличенного диаметра и большего подъёма клапанов, более лёгких поршней из специального алюминиевого сплава двигатель (L78) развивал мощность в 375 л. с. (bhp). Мотор (L89) развивал те же 375 л. с. (bhp), но был легче, так как его головки блоков были изготовлены из алюминиевого сплава. Все двигатели имели стальной коленчатый вал, поршни со сферическим днищем, компрессионные кольца со специальным покрытием (молибден и хром) и оснащались четырёхкамерными карбюраторами: L35 — Rochester, а L78 и L89 — Holley. Последние два не имели гидрокомпенсаторов в приводе клапанов, зазоры регулировались вручную.

### Механические коробки передач
Сухое однодисковое сцепление с механическим (рычажным) приводом от подвесной педали использовалось со всеми двигателями. Для шестицилиндровых моторов применилось сцепление с плоской диафрагменной пружиной с диском диаметром 232 мм. Для всех других двигателей использовалось сцепление с конической диафрагменной пружиной; «малые» восьмицилиндровые моторы имели диск диаметром 263 мм, «большие» восьмицилиндровые и 300-сильный «малый» — 279 мм.
Если не оговаривалось что-либо иное, на автомобиль стандартно устанавливалась трёхступенчатая механическая коробка передач (M15), производившаяся на заводе трансмиссий Chevrilet в Сагино (Chevrolet Saginaw Transmission). Коробка была выполнена по двухвальной схеме с постоянным зацеплением косозубых шестерён, синхронизаторами на всех передачах переднего хода и заключена в чугунный корпус. Для шестицилиндровых моторов выпускались коробки с одним рядом передаточных чисел (передаточное число первой передачи 2,85), для восьмицилиндровых — с другим (2,54). На Camaro SS с мощными двигателями устанавливалась усиленная (Heavy Duty) трёхступенчатая коробка передач (M13) производства Borg-Warner. Она имела специально спроектированные для передачи высокого крутящего момента косозубые шестерни с особым профилем зубьев, усиленные валы и подшипники. В 1969 модельном году эта коробка была заменена на аналогичную (MC1), производимую на заводе General Motors в Muncie.
Стандартные трёхступенчатые коробки передач управлялись с помощью рычага расположенного на рулевой колонке, но при заказе опционной консоли рычаг переключения передач размещался между передними сидениями. Усиленные трёхступенчатые коробки передач управлялись только от напольного рычага.
По заказу на автомобиль устанавливалась механическая четырёхступенчатая коробка передач (M20) производившаяся в Сагино (Saginaw), конструкция которой была подобна трехступенчатой стандартной коробке. Шестицилиндровые моторы первоначально оснащалась коробками с передаточным отношением первой передачи 3,11, но начиная с 1968 модельного года, ряд передаточных чисел был изменён (первая передача — 2,85). Восьмицилиндровые двигатели начального уровня оборудовались коробками Saginaw с передаточным отношением первой передачи 2,54. Более мощные моторы агрегатировались с четырёхступенчатой коробкой (M20) выпускаемой в Muncie, которая отличалась другим рядом передаточных чисел (первая передача — 2,52) и имела корпус из алюминиевого сплава. Кроме того, для спортивных версий Camaro использовалась четырёхступенчатая коробка (M21) со сближенным радом передаточных чисел (первая передача — 2,20) и усиленная (Heavy Duty) коробка (M22) с таким же рядом (2,20). Обе коробки производились в Muncie. Все четырёхступенчатые коробки передач управлялись с помощью рычага расположенного между передними сидениями.

### Автоматические трансмиссии
Автоматическая двухступенчатая гидромеханическая трансмиссия (M35) Powerglide устанавливалась по заказу вместе с шестицилиндровыми и «малыми» восьмицилиндровыми двигателями. Для всех двигателей передаточное число низшей передачи составляло 1,82, кроме наиболее крупных (350 cid) восьмицилиндровых, для которых оно было 1,76. Трансмиссия состояла из гидротрансформатора, непосредственно присоединённого к маховику двигателя и планетарного редуктора, вся конструкция была заключена в единый корпус из алюминиевого сплава. От шестерёнчатого насоса давление жидкости через систему гидравлических переключателей подавалось на поршни, замыкающие или распускающие многодисковые мокрые сцепления, осуществляя, таким образом, автоматическую смену передач. Трансмиссия имела стандартную схему переключения P-R-N-D-L и рычаг, расположенный на рулевой колонке, но при заказе опционной консоли рычаг переключения размещался между передними сидениями. В 1969 модельном году для комплектации только шестицилиндровых моторов предлагалась более дешёвая версия гидромеханической трансмиссии (MB1) Torque-Drive с ручным переключением передач на рулевой колонке.
На мощные восьмицилиндровые двигатели устанавливалась новая трёхступенчатая гидромеханическая трансмиссия (M40) Turbo Hydra-Matic. Она состояла из гидротрансформатора и планетарного редуктора с тремя многодисковыми сцеплениями и двумя ленточными тормозами, с помощью которых осуществлялось переключение передач. Для обеспечения правильного переключения гидравлическая система управления была подключена к впускному коллектору двигателя (вакуум) и получала электрический сигнал от карбюратора о полностью открытой дроссельной заслонке. Трансмиссия переключалась по схеме P-R-N-D-L2-L1 и управлялась рычагом, расположенным на рулевой колонке. При заказе опционной консоли, рычаг переключения располагался между сидениями. Начиная с 1969 модельного года трансмиссию Turbo Hydra-Matic с уменьшенным передаваемым крутящим моментом и иными передаточными числами (M38) можно было заказать и с шестицилиндровыми моторами.
От коробок передач с помощью цельного стального трубчатого карданного вала с двумя шарнирами на концах вращение передавалось на не разрезной задний мост. Мост состоял из чугунного корпуса главной передачи и дифференциала, в который были запрессованы и приварены стальные трубы полуосей. Имелся широкий выбор передаточных чисел (от 2,56 до 4,88) главной передачи, учитывающий характеристики любого двигателя и трансмиссии. По заказу можно было установить дифференциал с повышенным внутренним сопротивлением Positraction.
| Двигатели и трансмиссия | Двигатели и трансмиссия | Двигатели и трансмиссия | Двигатели и трансмиссия | Двигатели и трансмиссия | Двигатели и трансмиссия | Двигатели и трансмиссия | Двигатели и трансмиссия | Двигатели и трансмиссия | Двигатели и трансмиссия | Двигатели и трансмиссия | Двигатели и трансмиссия | Двигатели и трансмиссия | Двигатели и трансмиссия | Двигатели и трансмиссия | Двигатели и трансмиссия | Двигатели и трансмиссия |
| Двигатель | Код                     | Степень сжатия          | Карбю- ратор            | Механическая*           | Механическая*           | Механическая*           | Механическая*           | Механическая*           | Механическая*           | Механическая*           | Механическая*           | Автоматическая**        | Автоматическая**        | Автоматическая**        | Модельный год           | Прим.                   |
| --- | ----------------------- | ----------------------- | ----------------------- | ----------------------- | ----------------------- | ----------------------- | ----------------------- | ----------------------- | ----------------------- | ----------------------- | ----------------------- | ----------------------- | ----------------------- | ----------------------- | ----------------------- | ----------------------- |
| Двигатель | Код                     | Степень сжатия          | Карбю- ратор            | 3-ст. 2,85              | 3-ст. 2,54              | 3-ст. 2,42              | 4-ст. 3,11              | 4-ст. 2,85              | 4-ст. 2,54              | 4-ст. 2,52              | 4-ст. 2,20              | PG                      | TD                      | THM                     | Модельный год           | Прим.                   |
| Шестицилиндровые двигатели |                         |                         |                         |                         |                         |                         |                         |                         |                         |                         |                         |                         |                         |                         |                         |                         |
| L6 230—140 HP | L26                     | 8,5                     | одно- камерный          | +                       | -                       | -                       | + -                     | - +                     | -                       | -                       | -                       | +                       | - +                     | - +                     | 1967 1968 1969          | Standard                |
| L6 250—155 HP | L22                     | 8,5                     | одно- камерный          | +                       | -                       | -                       | + -                     | - +                     | -                       | -                       | -                       | +                       | - +                     | - +                     | 1967 1968 1969          |                         |
| Восьмицилиндровые «малые» двигатели |                         |                         |                         |                         |                         |                         |                         |                         |                         |                         |                         |                         |                         |                         |                         |                         |
| V8 307—200 HP | L14                     | 9,0                     | двух- камерный          | +                       | -                       | -                       | -                       | +                       | -                       | -                       | +                       | -                       |                         | +                       | 1969                    | Standard                |
| V8 327—210 HP | LF7                     | 8,75                    | двух- камерный          | -                       | +                       | -                       | -                       | -                       | +                       | -                       | -                       | +                       | -                       | - +                     | 1967 1968 1969          | Standard                |
| V8 327—275 HP | L30                     | 10,0                    | четырёх- камерный       | -                       | +                       | -                       | -                       | -                       | +                       | -                       | -                       | +                       | -                       | -                       | 1967 1968               |                         |
| V8 350—250 HP | L65                     | 9,0                     | четырёх- камерный       | -                       | +                       | -                       | -                       | -                       | +                       | -                       | -                       | +                       | -                       | -                       | 1969                    |                         |
| V8 350—255 HP | LM1                     | 9,0                     | четырёх- камерный       | -                       | -                       | +                       | -                       | -                       | -                       | +                       | -                       | +                       | -                       | -                       | 1969                    |                         |
| V8 350—295 HP | L48                     | 10,25                   | четырёх- камерный       | -                       | +                       | +                       | -                       | -                       | -                       | +                       | -                       | +                       | -                       | -                       | 1967 1968               | SS                      |
| V8 350—300 HP | L48                     | 10,25                   | четырёх- камерный       | -                       | -                       | +                       | -                       | -                       | -                       | +                       | -                       | +                       | -                       | +                       | 1969                    | SS                      |
| Восьмицилиндровые «большие» двигатели |                         |                         |                         |                         |                         |                         |                         |                         |                         |                         |                         |                         |                         |                         |                         |                         |
| V8 396—325 HP | L35                     | 10,25                   | четырёх- камерный       | -                       | -                       | +                       | -                       | -                       | -                       | +                       | -                       | -                       | -                       | +                       | 1967 1968 1969          | SS                      |
| V8 396—350 HP | L34                     | 10,25                   | четырёх- камерный       | -                       | -                       | +                       | -                       | -                       | -                       | +                       | +                       | -                       | -                       | +                       | 1968 1969               | SS                      |
| V8 396—375 HP | L78 L89                 | 11,0                    | четырёх- камерный       | -                       | -                       | +                       | -                       | -                       | -                       | +                       | +                       | -                       | -                       | - +                     | 1967 1968 1969          | SS                      |
| Восьмицилиндровые особые двигатели |                         |                         |                         |                         |                         |                         |                         |                         |                         |                         |                         |                         |                         |                         |                         |                         |
| V8 302—290 HP | Z/28                    | 11,0                    | четырёх- камерный       | -                       | -                       | -                       | -                       | -                       | -                       | +                       | +                       | -                       | -                       | -                       | 1967 1968 1969          | Z/28                    |
| V8 427—425 HP | L72                     | 11,0                    | четырёх- камерный       | -                       | -                       | -                       | -                       | -                       | -                       | +                       | +                       | -                       | -                       | +                       | 1969                    | COPO 9561               |
| V8 427—430 HP | ZL1                     | 12,0                    | четырёх- камерный       | -                       | -                       | -                       | -                       | -                       | -                       | +                       | +                       | -                       | -                       | +                       | 1969                    | COPO 9560               |
| * механические коробки передач: 3-ст. — трёхступенчатые, 4-ст. — четырёхступенчатые, число — передаточное отношение первой передачи ** автоматические трансмиссии: PG — Powerglide, TD — Torque-Drive, THM — Turbo Hydra-Matic |                         |                         |                         |                         |                         |                         |                         |                         |                         |                         |                         |                         |                         |                         |                         |                         |

## Ходовая часть

### Подвеска
У Camaro была передняя независимая пружинная подвеска на поперечных коротких рычагах (short-long arm, SLA) не равной длины, штампованных из высокопрочной стали. Пружины, установленные на нижние рычаги, упирались в подрамник, гидравлические телескопические амортизаторы двухстороннего действия находились внутри пружин. С наружной стороны к рычагам подвески через шаровые пальцы крепился стальной поворотный кулак, внутри рычаги крепились к подрамнику с помощью резинометаллических сайлент блоков. На все модели спереди стандартно устанавливался стабилизатор поперечной устойчивости, связывающий нижние рычаги.
Задний мост с помощью двух продольных однолистовых рессор крепился к кузову через резинометаллические шарниры. Гидравлические телескопические амортизаторы двухстороннего действия первоначально были установлены перед задним мостом и наклонены внутрь. Для устранения недостаточной боковой жёсткости подвески, начиная с 1968 модельного года амортизаторы стали устанавливать асимметрично. Правый амортизатор так и остался перед задним мостом, а левый был размещён за ним. Кроме того, на автомобили с мощными моторами стали устанавливать пятилистовые рессоры.
Помимо стандартной применялось несколько вариантов усиленной подвески с более жёсткими пружинами и рессорами и по-другому настроенными амортизаторами.

### Рулевое управление
Все модели стандартно оборудовались безопасной телескопической рулевой колонкой, которая складывалась при ударе предохраняя, водителя от травм. По заказу могла быть установлена регулируемая по углу наклона колонка. Рулевой механизм типа винт-шариковая гайка поворачивал сошку, которая через расположенную позади передней оси рулевую трапецию с маятниковым рычагом поворачивала колёса. Все шарниры рулевой трапеции периодически смазывались шприцеванием.
Полное количество оборотов рулевого колеса при повороте колёс из одного крайнего положения в другое составляло 4,8. Можно было заказать «быстрый» рулевым механизмом с уменьшенным передаточным отношением. За дополнительную плату рулевое управление оборудовалось гидравлическим усилителем. Насос, установленный на двигателе подавал жидкость под давлением в гидроцилиндр, который непосредственно воздействовал на шариковую гайку, помогая водителю повернуть колёса. При установке гидроусилителя, за счёт уменьшения передаточного отношения рулевого механизма полное количество оборотов рулевого колеса сокращалось до 3,0. Начиная с 1968 модельного года автомобили стали оборудоваться гидроусилителем с переменным передаточным отношением, при этом полное количество оборотов руля уменьшилось до 2,2.

### Тормозная система
Двухконтурная (разделение по осям) гидравлическая тормозная система была оборудована барабанными тормозами на всех колёсах. В каждом тормозном механизме использовал один цилиндр (диаметром 28,6 мм спереди и 22,2 мм — сзади) и имелся механизм автоматической регулировки зазоров между колодками и барабаном. Одинаковые составные барабаны внутренним диаметром 241 мм с чугунным ободом и стальной ступицей применялись на всех тормозах. По заказу вместо асбестовых тормозных колодок могли быть установлены колодки с накладками из спечённой металлической стружки, которые выдерживали более высокие температуры. В приводе тормозов имелся гидравлический датчик потери давления в каждом из контуров и соответствующая сигнальная лампочка на панели приборов.
За дополнительную плату мог быть установлен вакуумный усилитель тормозов производства Bendix или Delco, а также передние дисковые тормоза. Четырёхпоршневые с одинаковыми цилиндрами (диаметром 47,6 мм в 1967 м.г. и 52,4 мм в 1968 м.г.) тормозные механизмы с неподвижным суппортом были установлены поверх вентилируемых тормозных дисков наружным диаметром 279 мм. В случае их установки, в приводе применялся регулятор тормозных сил, ограничивающий давление в задних тормозах. Начиная с 1969 модельного года стали применяться однопоршневые дисковые тормоза с подвижным суппортом и цилиндром диаметром 74,6 мм.
Стояночный тормоз ножного (от педали) привода с помощью рычагов и тросов воздействовал на задние тормоза. Для снятия автомобиля с тормоза необходимо было потянуть за рычаг слева под передней панелью.

### Колёса и шины
На всех моделях применялись стальные штампованные и сварные колёса размерностью 5.00x14 (только в 1967 м.г.) и 6.00х14, которые устанавливались на пять шпилек и крепились гайками. Стандартно использовались диагональные бескамерные шины размерности 7.35х14, но на более мощные версии устанавливались широкие шины размерности D70x14 (7.9x14) в 1967 модельном году или F70x14 (8.3x14) на модели более поздних выпусков. Колёса снаружи закрывались металлическими колпаками, разными для различных версий и модификаций.

## Особые версии

### Z/28
Для участия в недавно созданной кузовной гоночной серии Trans-Am на Chevrolet была разработана специальная версия Camaro. Требования омологации включали в себя выпуск определённой партии автомобилей, использование некоторого количества стандартных деталей и т. п., поэтому было решено запустить эту версию в серийное производство. В декабре 1966 года автомобиль поступил в продажу как стандартная заводская комплектация (Regular Production Options, RPO) под кодом Z/28. Внешне он отличался двумя широкими продольными полосками на капоте и крышке багажника и эмблемами Z/28 на передних крыльях и решётке радиатора. В комплектации Z/28 выпускались только купе, кабриолетов не предлагалось, но большинство остальных опций были доступны, в том числе и комплектация Rally Sport. С 1969 модельного года на эту модель стали устанавливать специальный капот с большим «горбом» воздухозаборника по центру (Special Duckted Hood), ставший очень популярным в дальнейшем. За счёт подачи менее нагретого воздуха с небольшим напором из-под ветрового стекла такая конструкция позволяла немного повысить мощность двигателя.

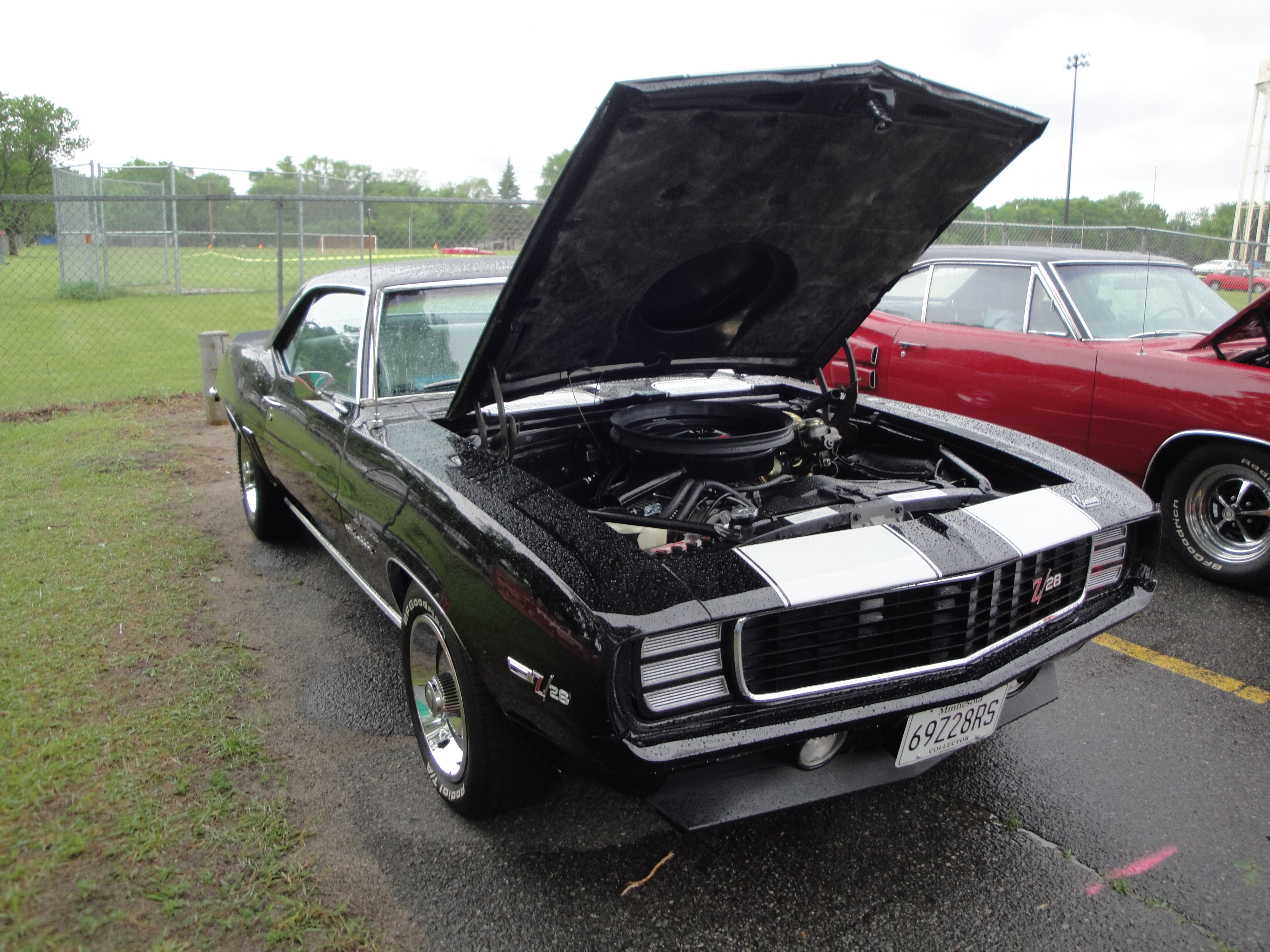
1969 Camaro Sport Coupe Z/28 с пакетом опций Rally Sport и «горбатым» капотом. Воздушный фильтр верхним уплотнением прижимается к отверстию в капоте, из которого подаётся не нагретый воздух под напором от ветрового стекла.

Рабочий объём двигателя гоночной серии был ограничен пятью литрами, а такого мотора не было на фирме, поэтому для Z/28 был спроектирован оригинальный двигатель. Для нового мотора был взят блок цилиндров от V-образного восьмицилиндрового 5,4-литрового (327 cid) двигателя и коленчатый вал от 4,6-литрового (283 cid) мотора, в результате получился двигатель рабочим объёмом 4,95 литра (302 cid). На блок цилиндров устанавливались чугунные головки с клапанами большого диаметра и специальные распределительные валы обеспечивающий их больший подъём. В приводе толкателей клапанов не было гидравлического компенсатора зазоров, что обеспечивало более чёткую работу механизма газораспределения на высоких оборотах. Использовался масляный насос большей производительности и большего размера радиатор. Его обдувал пятилопастной вентилятор, который за счёт вязкостной муфты в приводе мог изменять свою производительность. Двойная выхлопная система имела трубы увеличенного диаметра и специальный глушитель. Четырёхкамерный карбюратор Holley был установлен на настроенный впускной коллектор из алюминиевого сплава. Помимо механической, двигатель мог оснащаться электронной (транзисторной) системой зажигания, которая стабильно работала даже на высоких оборотах. Всё это позволило ему развивать мощность в 290 л. с. (bhp). Но главным было то, что короткий ход поршня позволял двигателю работать на высоких оборотах, обеспечивая большую максимальную скорость автомобиля. Для красоты корпус воздушного фильтра и клапанные крышки двигателя были хромированы.
Двигатель агрегатировался только с четырёхступенчатой механической коробкой передач: либо стандартной (M20), либо со сближенным рядом передаточных чисел (M21), либо с усиленной (M22). Использовался карданный вал с усиленными шарнирами, задний мост с упрочнённым картером главной передачи, усиленными шестернями и полуосями. Рекомендовалось заказывать дифференциал с повышенным внутренним сопротивлением Positraction.
В подвеске использовались усиленные пружины спереди, более мощные амортизаторы спереди и сзади и пятилистовые рессоры сзади. Кроме того, задний мост был дополнительно связан с кузовом одним диагональным рычагом справа. Рулевое управление комплектовалось механизмом с уменьшенным передаточным отношением, либо «быстрым» (количество оборотов руля 4,0), либо «очень быстрым» (количество оборотов руля 3,5). По заказу возможна была установка гидроусилителя. В тормозной системе с вакуумным усилителем устанавливались дисковые тормоза спереди. Использовались 15-дюймовые колёса (6.00x15 или 7.00x15) и шины (7.35x15).
В августе 1967 года Марк Донохью на специально подготовленном Camaro Z/28 на автодроме Marlboro в Мэриленде одержал первую победу в серии. В следующем году он выиграл десять гонок из двенадцати и стал чемпионом Trans-Am, установив не побитый до сих пор рекорд по количеству побед. В 1969 году он выиграл шесть из последних семи гонок и вновь принёс чемпионское звание Chevrolet.

### COPO
По заказу крупных покупателей на Chevrolet периодически изготавливали небольшие партии специально подготовленных автомобилей. Такие версии требовали отдельной инженерной проработки, заказывались не как обычно по дилерским каталогам, а через центральный офис компании и назывались соответственно: COPO (Central Office Production Order). Как правило, это были полицейские автомобили или пикапы в специальном исполнении.

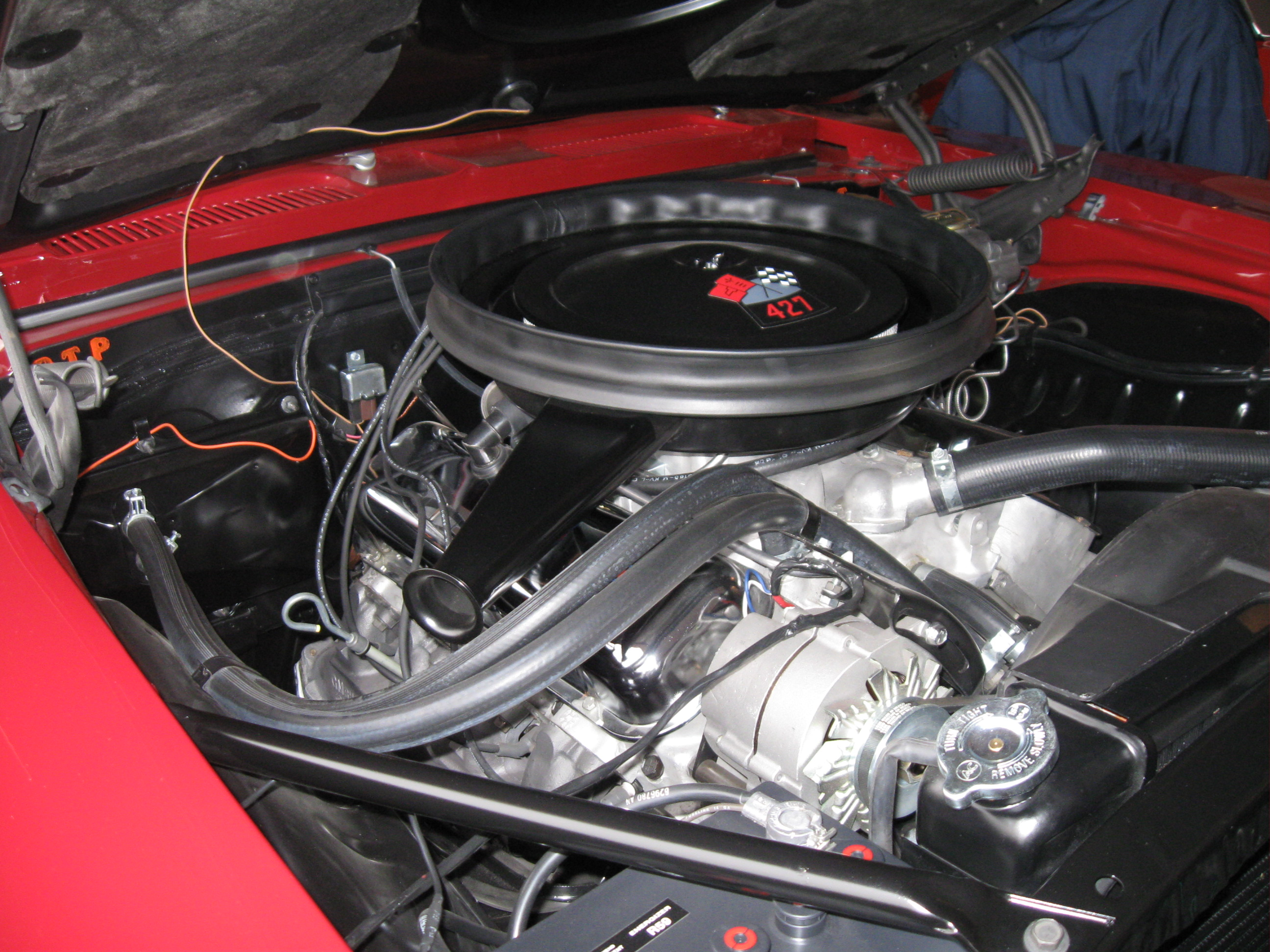
Алюминиевый двигатель ZL1 под капотом Camaro

Фред Гибб (Fred Gibb), один из крупных продавцов Chevrolet в октябре 1968 года обратился на фирму с заказом на 50 автомобилей Camaro в специальном исполнении для участия в соревнованиях по дрэг-рейсингу. Главной особенностью созданного автомобиля, который получил код COPO 9560, был новый полностью алюминиевый (блок и головки цилиндров) 7-литровый (427 cid) мотор LZ1. Двигатель развивал мощность в 430 л. с. (bhp) и с учётом веса в 1500 кг, Camaro ZL1 получился одним из самых энерговооруженных автомобилей того времени. На двигатель была установлена транзисторная система зажигания и усиленная система охлаждения, он комплектовался либо новой автоматической трансмиссией Turbo Hudra-Maric 400, либо одной из механических четырёхступенчатых коробок передач. Кроме того, автомобиль имел специальный задний мост и передние дисковые тормоза. В конце декабря первые автомобили начали поступать к заказчику. Они имели полный набор сертификатов, требуемых для эксплуатации на дорогах общего пользования, и заводскую гарантию Chevrolet. К сожалению, автомобиль оказался значительно дороже, чем предполагалось, и поэтому плохо продавался. К началу весны Gibb сумел договориться о возврате большей части заказанных экземпляров обратно на фирму. Другие дилеры также заказали ещё 19 экземпляров этого автомобиля, то есть всего было изготовлено 69 Camaro COPO 9560. В 2012 году традиция по изготовлению специальных гоночных COPO Camaro LZ-1 была возобновлена. С тех пор ежегодно изготавливается по 69 таких автомобилей.
Такие крупные продавцы марки Chevrolet, имевшие тесные связи с руководством фирмы, как Charles Dana или фирмы Nickey Chevrolet и Baldwin-Motion Performance с самого появления Camaro экспериментировали с установкой на него больших и мощных моторов, но дальше всех пошёл Don Yenko. Он долгие годы занимался самостоятельной модернизацией автомобилей Cevrolet, но это было длительным и дорогостоящим процессом. Поэтому осенью 1968 года Yenko обратился на фирму Chevrolet с просьбой установить обычный (чугунный) мотор большого объёма на Camaro. Такой автомобиль получил код COPO 9561 и двигатель L72 рабочим объёмом 7 литров (427 cid), мощностью 425 л. с. (bhp) и практически ни чем не отличался от COPO 9560. Получившаяся версия Camaro была значительно дешевле и неплохо продавалась, поэтому и другие дилеры стали заказывать автомобили в таком исполнении. Всего было изготовлено 1015 экземпляров Camaro COPO 9561.

### Official Pace Car

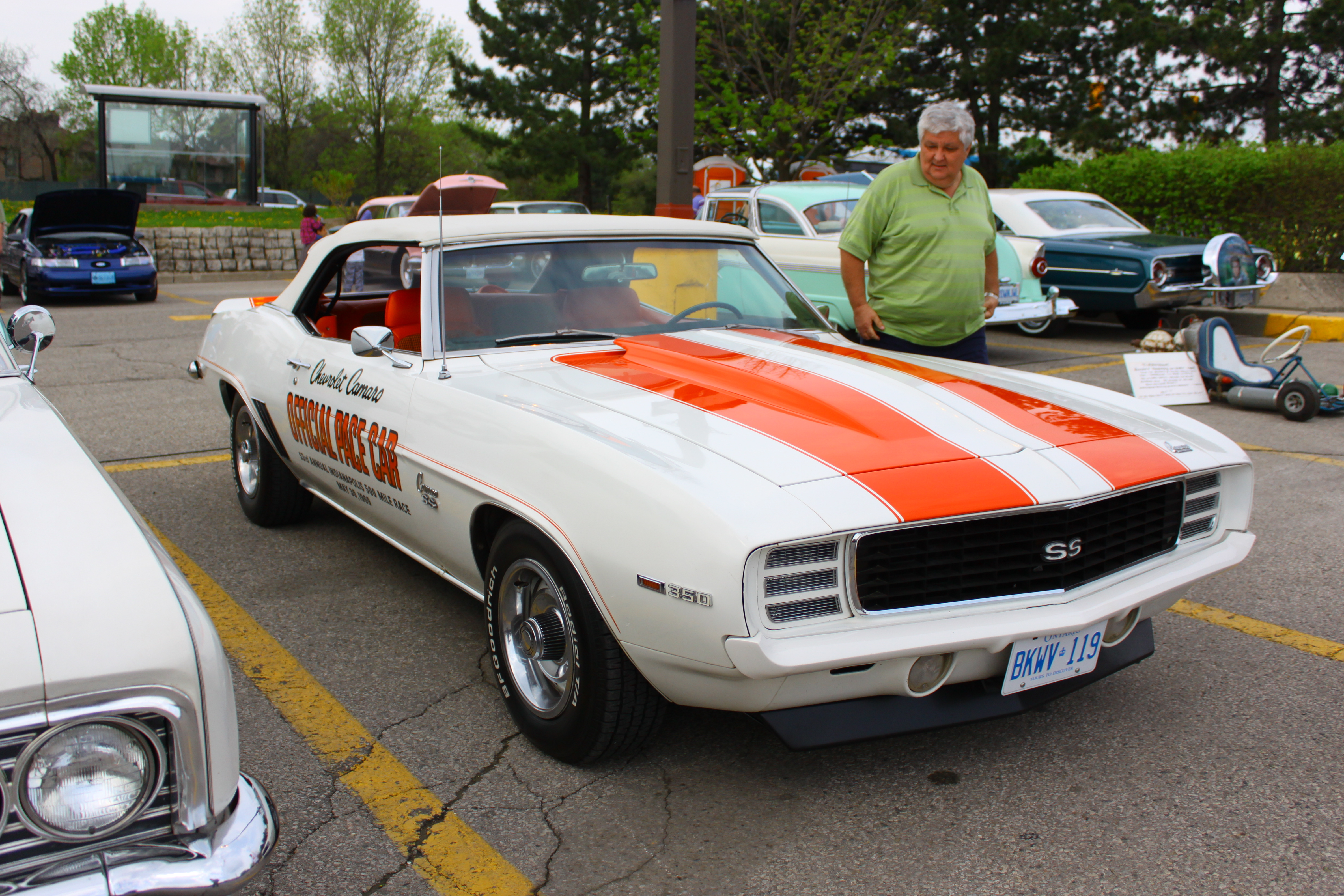
1969 Camaro Convertible SS 396 Rally Sport Official Indy 500 Pace Car

Camaro первого поколения дважды был официальным автомобилем безопасности (Official Pace Car) на одном из старейших и самых знаменитых автомобильных соревнований мира — гонке 500 миль Индианаполиса. В 1967 году Мори Роуз, трёхкратный победитель гонки, за рулём белоснежного кабриолета Camaro Convertible SS 396 выводил на старт пелетон автомобилей. Это была модель в комплектации Rally Sport с люксовым голубым интерьером, передними дисковыми тормозами и усилителем руля. Всего было изготовлено 100 экземпляров автомобиля.
Два года спустя, в 1969-м за рулём автомобиля безопасности сидел победитель 1960 Indy 500 Jim Rathmann. На этот раз белый кабриолет с оранжевым или чёрным интерьером имел ярко оранжевые широкие полосы на капоте и крышке багажника, оборудовался специальными 15-дюймовыми колёсами, передним и задним спойлерами, спортивным рулём и имел тонированные стёкла. Всего было изготовлено 3875 таких моделей. Позже, в этом же году была выпущена партия купе, которые имели такую же окраску и были оборудованы также как и кабриолеты.

## Оценка
Все журналисты, тестировавшие Camaro, отмечали выдающуюся управляемость автомобиля. При маневрировании в городе, движении с высокой скоростью по шоссе, в виражах на горном серпантине или при езде по просёлочной дороге с ямами и ухабами, везде автомобиль следовал за рулём, точно выполняя требуемые манёвры. Camaro показывал высокие результаты в разгонных дисциплинах и имел хорошие тормоза, особенно при установке дисковых тормозов спереди. Автомобиль с шестицилиндровым мотором из-за меньшего веса двигателя и, соответственно, большей загрузке задней оси, показался тестерам Car Life более сбалансированным. В то же время они отметили, что автомобили с восьмицилиндровыми моторами пользуются большей популярностью из-за их быстрого разгона.
Красота автомобиля является субъективным показателем и обычно не учитывается в тестах, но в течение длительных испытаний мы не услышали ни одного плохого отзыва о внешнем виде Camaro, отмечал в своей статье журналист Hot Rod Magazine. Благодаря жёсткому кузову, автомобиль был тихим, при езде по плохой дороге не наблюдалось ни каких дополнительных вибраций, а двери закрывались с приятным звуком. Что касается качества, то Camaro похоже сделал первый шаг от «дрянного мастерства» остальных моделей Chevrolet, у него не было пятен в окраске, детали кузова и салона были подогнаны ровно, и всё работало.
Среди недостатков отмечался тесный, особенно сзади, салон и небольшой багажник. Хотя, как замечал автор статьи в журнале Motor Trend, спортивный автомобиль вряд ли покупают ради багажника. Из-за большого количества дополнительного оборудования моторный отсек был очень плотно упакован, так что простейшие операции по замене масла или проверке свечей требовали от механика выдающихся способностей. Все корреспонденты отметили крайне неудачное расположение дополнительных приборов на консоли, они просто были не видны с места водителя. И это при том, что без опционной консоли водителю были доступны только спидометр и указатель уровня топлива на приборной панели перед ним.
Журналисты Popular Hot Rodding попытались провести тест автомобиля ночью на незагруженных дорогах, но шторки закрывающие фары не открылись. Почитав инструкцию и покопавшись с полчаса, им всё же удалось открыть фары вручную. На станции техобслуживания Chevrolet, куда они обратились на следующее утро, понятия не имели, как устранить этот дефект. Более того, они рассказали, как механик четыре часа безрезультатно провозился с подобной поломкой на другом автомобиле совсем недавно.
Прямое сравнение самых быстрых версий — Camaro Z/28 и Tunnel Port Mustang показало, что разгонялись автомобили практически одинаково, но Camaro стабильно был чуть быстрее, он значительно лучше тормозил, но показал хуже время на тестовом круге. Если бы у автомобилей были одинаковые шины, то Camaro был бы быстрее за счёт лучших тормозов, высказали предположение испытатели журнала Car and Driver.
| Camaro, в сравнении с аналогами                                                                                   | Camaro, в сравнении с аналогами | Camaro, в сравнении с аналогами | Camaro, в сравнении с аналогами | Camaro, в сравнении с аналогами | Camaro, в сравнении с аналогами | Camaro, в сравнении с аналогами |
| --- | ------------------------------- | ------------------------------- | ------------------------------- | ------------------------------- | ------------------------------- | ------------------------------- |
| | Chevrolet Camaro                | Ford Mustang                    | Plymouth Barracuda              | AMC Javelin                     | Pontiac Firebird                | Mercury Cougar                  |
| Рабочий объём двигателя, л (cid) мощность, л. с. (bhp)                                                            | 6,49 (396) 325                  | 6,39 (390) 335                  | 5,57 (340) 275                  | 5,62 (343) 280                  | 6,55 (400) 335                  | 6,39 (390) 335                  |
| Трансмиссия* | 3-ст.мех.                       | 3-ст.мех.                       | 4-ст.мех.                       | 4-ст.мех.                       | 3-ст.мех.                       | 3-ст.мех.                       |
| Разгон до 60 mph** (96,5 км/ч), с                                                                                 | 7,8                             | 7,8                             | 8,1                             | 7,6                             | 7,6                             | 8,0                             |
| Четверть мили*** с места, с — скорость в конце, км/ч                                                              | 15,6—148                        | 15,2—151                        | 15,2—148                        | 15,1—150                        | 15,4—150                        | 15,4—146                        |
| Тормозной путь с 60 mph (96,5 км/ч), м                                                                            | 43,0                            | 44,2                            | 48,5                            | 45,7                            | 46,0                            | 48,8                            |
| Расход топлива, л/100 км                                                                                          | 18,0—26,4                       | 14,8—19,6                       | 16,7—21,6                       | 14,9—20,5                       | 16,8—21,4                       | 15,6—22,0                       |
| * трёх- или четырёхступенчатая механическая коробка передач ** miles per hour, миль в час *** примерно 400 метров |                                 |                                 |                                 |                                 |                                 |                                 |

## Производство
| Производство по модельным годам | Производство по модельным годам | Производство по модельным годам | Производство по модельным годам | Производство по модельным годам | Производство по модельным годам | Производство по модельным годам | Производство по модельным годам | Производство по модельным годам | Производство по модельным годам | Производство по модельным годам | Производство по модельным годам |
| Модельный год                   | Производство                    | Производство                    | Модели                          | Модели                          | Модели                          | Модели                          | Двигатели                       | Двигатели                       | Трансмиссия                     | Трансмиссия                     | Трансмиссия                     |
| ------------------------------- | ------------------------------- | ------------------------------- | ------------------------------- | ------------------------------- | ------------------------------- | ------------------------------- | ------------------------------- | ------------------------------- | ------------------------------- | ------------------------------- | ------------------------------- |
| Модельный год                   | Всего                           | В США                           | Rally Sport                     | Super Sport                     | Z/28                            | Convertible                     | V8                              | L6                              | 3-ст. мех.                      | 4-ст. мех.                      | Авт.                            |
| 1967                            | 220 917                         | 207 049                         | 64 842                          | 34 411                          | 602                             | 25 141                          | 162 109                         | 58 808                          | 49 198                          | 47 539                          | 124 180                         |
| 1968                            | 235 151                         | 222 154                         | 40 977                          | 27 844                          | 7 199                           | 20 440                          | 184 178                         | 50 937                          | 54 948                          | 47 575                          | 132 631                         |
| 1969                            | 243 095                         | 230 779                         | 37 773                          | 33 980                          | 19 014                          | 17 573                          | 178 087                         | 65 008                          | 72 395                          | 50 128                          | 120 572                         |
| Всего                           | 699 163                         |                                 |                                 |                                 |                                 |                                 |                                 |                                 |                                 |                                 |                                 |

## Комментарии
1. ↑  Несколько тысяч автомобилей было собрано за пределами США: на Филиппинах, в Бельгии, Швейцарии, Венесуэле и Перу[1].
2. 1 2 3 4 5 6 7 8 9 10 11 12 13 14 15 16 17  Brake horsepower — мощность двигателя без дополнительного оборудования (водяной насос, генератор и т.п.), брутто, примерно на 10—15% больше мощности замеренной по современным стандартам (DIN, SAE).
3. 1 2  Модельный год[англ.], отличный от календарного, обычно, но не всегда, начинался осенью, в сентябре — октябре. Здесь везде, кроме оговоренных случаев, используются данные за календарный год.
4. 1 2 3  Cubic inch displacement — рабочий объём двигателя в кубических дюймах.

### Материалы GM
1. Donald H. McPherson, Charles M. Rubly, Victor D. Valade. The Chevrolet Camaro. — USA: Chevrolet Motor Division General Morots Corporation, 1967. — P. 51. Архивировано 5 марта 2016 года.
2. 1967 Fisher Body Service Manual. — USA: General Motors Corporation, 1966. — 599 p. — (Fisher Body Division Part No. 4228136).
3. 1967 Chevrolet Camaro. — USA: Chevrolet Custom Assistance Centre, 1966. Архивировано 5 марта 2016 года.
4. 1968 Chevrolet Camaro. — USA: Chevrolet Custom Assistance Centre, 1967. Архивировано 23 сентября 2017 года.
5. 1969 Chevrolet Camaro. — USA: Chevrolet Custom Assistance Centre, 1968. Архивировано 5 марта 2016 года.
6. 1966 Chevrolet Corvette. — USA, Michigan: Chevrolet Engineering Centre, 1965. Архивировано 30 июня 2017 года.

### Каталоги
1. New Camaro by Chevrolet (англ.). — Detroit Michigan USA: Chevrolet Motor Division General Motors Corporation, 1966. — No. D35078. — P. 20. Архивировано 14 октября 2019 года.
2. 1968 Camaro the "hagger" from Chevrolet (англ.). — Detroit Michigan USA: Chevrolet Motor Division, General Motors Corporation. — No. D4991. — P. 15. Архивировано 14 октября 2019 года.
3. 1969 Camaro Putting you first, keeps us first (англ.). — Detroit Michigan USA: Chevrolet Motor Division, General Motors Corporation. — No. D6740  R1. — P. 16. Архивировано 14 октября 2019 года.

### Статьи
1. The Chevrolet Camaros (англ.) // Car Life : журнал. — 1967. — Vol. 14, no. 2. — P. 45—51.
2. Eric Dahlquist. Camaro. The New Kid on The Block (англ.) // Hot Rod Magazine : журнал. — 1967. — P. 33—35.
3. Testing 6 Sporty Cars (англ.) // Motor Trend : журнал. — 1968. — P. 24—38.
4. A Special Camaro (англ.) // Popular Hot Rodding : журнал. — 1968. — P. 36—38, 82.

### Книги
1. Anthony Young Camaro в «Книгах Google»
2. David Newhardt The Complete Book of Camaro в «Книгах Google»
3. Steve Statham Camaro в «Книгах Google»